# Sauté

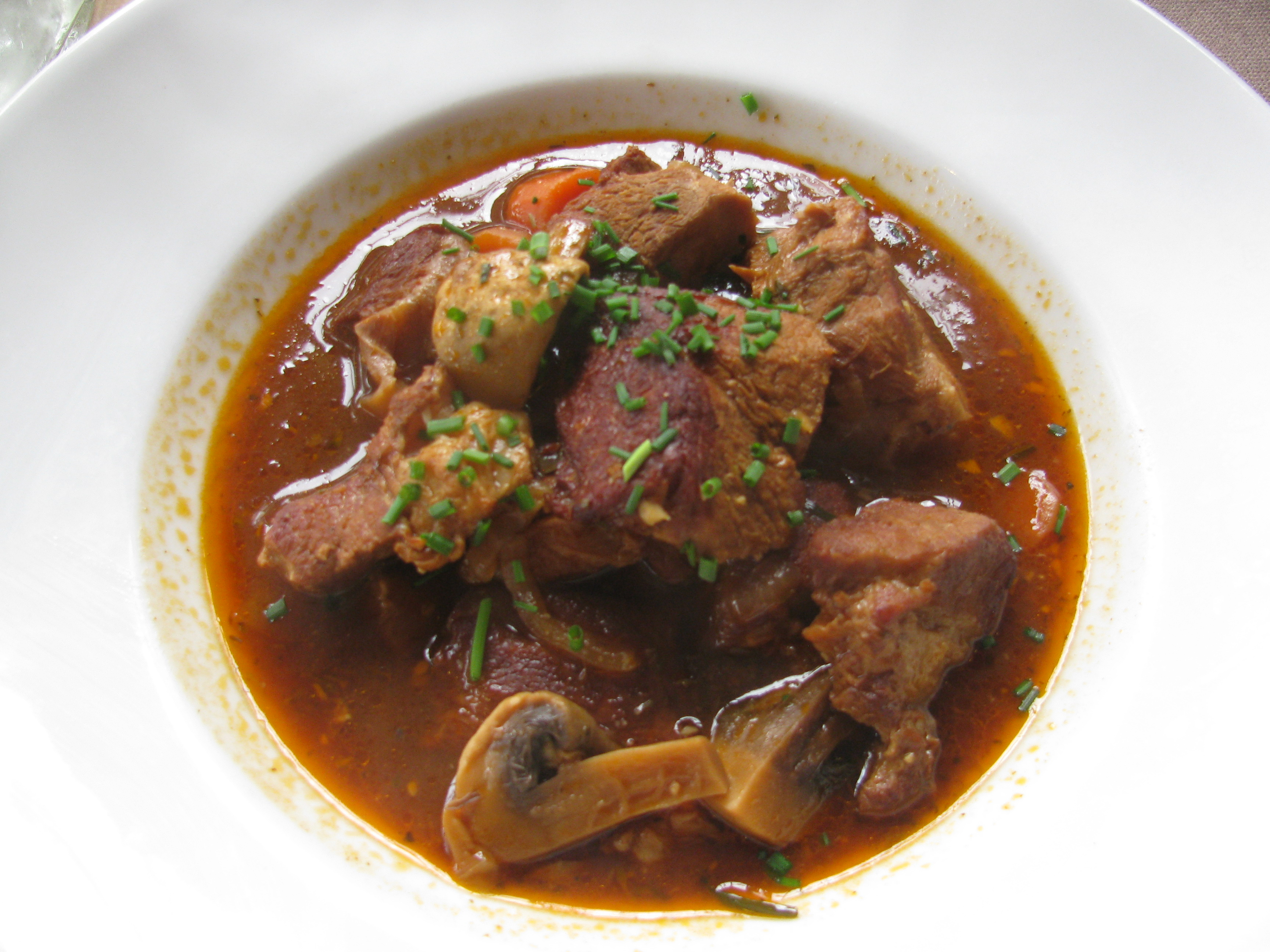
Sauté de veau Marengo

Als Sauté (auch Saute) bezeichnet man verschiedene Zubereitungen von Fleisch, Speisefisch und Gemüse.
Allgemein bezeichnet man damit sautierte oder gebratene Gerichte. In der ursprünglich französischen Bedeutung als geschmort, erfasst es auch Schmorfleisch.
Zur Vorbereitung wird Fleisch, Geflügel, Wild oder Fisch in gleichmäßige Würfel geschnitten. Anschließend werden diese scharf angebraten und mit Mehl bestäubt. Abgelöscht wird mit Wein, Brühe oder Fond, und in diesem fertig gegart. Aus der Garflüssigkeit wird teilweise eine Sauce zubereitet, während man das Fleisch davon getrennt aufbewahrt.